# Зозуля, Роман Вячеславович
Рома́н Вячесла́вович Зозу́ля (укр. Роман В'ячеславович Зозуля; род. 17 ноября 1989, Киев) — украинский футболист, нападающий. Играл за национальную сборную Украины.

## Клубная карьера

### «Динамо» (Киев)
Воспитанник киевского «Динамо». Дебютировал в главной команде 11 мая 2008 года в матче против полтавской «Ворсклы» (2:1). Всего за «Динамо» в чемпионате Украины провёл 32 матча и забил 3 мяча.

### «Днепр»
11 июля 2011 года подписал контракт с днепропетровским «Днепром». 2 мая 2012 года оформил свой первый дубль в чемпионате, в игре против донецкого «Металлурга» (0:3). 26 мая 2013 оформил и первый хет-трик — в домашней игре против «Ильичёвца» (7:0).
12 марта 2015 года в первом матче 1/8 финала Лиги Европы против «Аякса» (1:0) Зозуля забил победный гол и посвятил победу украинским военнослужащим.
11 мая 2016 полуфинальный матч «Заря» — «Днепр» завершился победой луганской команды со счётом 2:0. Решающий гол для выхода в финал Кубка Украины луганчане забили на последней минуте встречи после назначения арбитром штрафного удара. После финального свистка на поле выбежал Зозуля, не принимавший участия в матче из-за дисквалификации. Футболист начал громко взывать к арбитру, а затем ударил его, чем вызвал столкновения между футболистами на поле. 18 мая Контрольно-дисциплинарный комитет Федерации футбола Украины дисквалифицировал Зозулю на полгода за нанесение удара арбитру.

### «Реал Бетис»
27 июля 2016 года на правах свободного агента подписал трёхлетнее соглашение с «Реал Бетисом». В состав попадал очень редко, поэтому 1 сентября 2017 контракт был расторгнут.

#### Аренда в «Райо Вальекано»
1 февраля 2017 года было объявлено о переходе Зозули в «Райо Вальекано» на правах аренды, однако вечером того же дня клуб отказался от перехода, прислушавшись к своим фанатам, которые устроили массовый протест из-за политической позиции Зозули, обвинённого в нацистских взглядах (в вину ему ставили майку с трезубцем, совместные фотографии с участниками Войны на востоке Украины, фотографию на фоне идеолога украинского национализма Степана Бандеры и финансовую помощь украинской армии). Сами болельщики заявили, что не разделяют его политические взгляды:
Мартин Преса! Мы не хотим видеть в команде таких игроков, как Зозуля. Из-за его нацистских взглядов ему нельзя позволять надевать красно-белую форму. Нельзя позволить ему пачкать её. Мы не будем рады его приходу.
 Ультрас-группировка «Райо Вальекано» — «Буканерос» — известна своими левыми политическими взглядами, как и многие жители района Мадрида Вальекас, где базируется этот клуб. Другими версиями конфликта назывались недовольство фанатов работой президента команды Рауля Мартина Преса и давняя неприязнь поклонников «Бетиса» и «Райо» друг к другу.
В результате Зозуля не смог бы больше сыграть в официальных клубных матчах в сезоне 2016/17, поскольку уже вносился в заявку тремя командами («Днепром», «Бетисом» и «Райо Вальекано»). 1 марта ФИФА разрешила Зозуле заявиться за команду из страны, где чемпионат ещё не стартовал. После этого велись переговоры с двумя шведскими футбольными клубами, закончившиеся неудачно.

### «Альбасете»
8 сентября 2017 года стал игроком «Альбасете», подписав контракт на 1 год. Дебютировал 10 сентября в матче Сегунды против «Луго» (0:1, поражение «Альбасете»), заменив на 55-й минуте Пелайо. Стал лучшим игроком команды в октябре и ноябре 2017 года.
В декабре 2019 года из-за выкрикиваемых в адрес Зозули оскорблений с обвинениями в нацизме был остановлен, а затем отменён матч между «Райо Вальекано» и «Альбасете». Кричалки и обвинения в расизме в отношении Зозули постоянно раздавались с сектора болельщиков «Райо». Арбитр прервал матч из-за того, что возникла угроза безопасности игроков. Помимо доводов, высказывавшихся болельщиками «Райо Вальекано» в бытность Зозули игроком этой команды, испанские журналисты обнаружили ещё одну компрометирующую фотографию игрока на баскетбольной площадке в Днепропетровске. Зозуля сфотографирован на фоне электронного табло, где зафиксирован счёт 14:88 — кодовый лозунг белых националистов. Кроме того, футболист позирует в баскетбольной майке с номером 18, также популярным среди нацистов (это порядковые номера букв латинского алфавита, с которых начинается имя Адольфа Гитлера).
Футболисту высказал поддержку президент Украины Владимир Зеленский.
Летом 2021 года стал свободным агентом. Против перехода Зозули в клуб «Алькоркон» выступили фанаты этого клуба.
29 июля 2021 года было объявлено о подписании однолетнего контракта с португальским клубом «Эшторил-Прая», однако через пару дней СМИ заявили, что переговоры приостановлены из-за протеста болельщиков.
31 июля 2021 года о переходе Зозули объявил клуб испанской Сегунды «Фуэнлабрада».

## Карьера в сборной

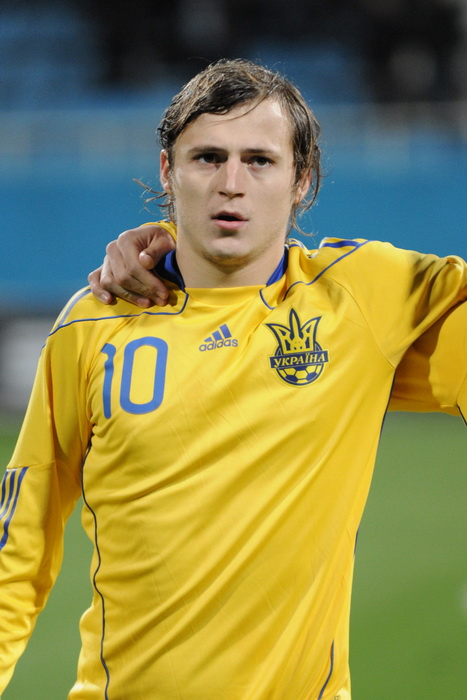
Зозуля в составе сборной Украины, 2010 год

2 июня 2010 года Зозуля дебютировал в составе национальной сборной Украины в товарищеском матче против Норвегии (1:0), в котором забил единственный гол. Участник чемпионата Европы среди молодёжных команд 2011 в Дании.
27 марта 2015 года в матче квалификационного отбора на Евро-2016 против Испании повредил переднюю крестообразную связку, из-за чего не смог выходить на поле около шести месяцев. На чемпионате Европы по футболу 2016 года принял участие во всех трёх матчах сборной Украины на турнире.
16 мая 2017 года Зозуля приостановил карьеру в сборной Украины.

## Достижения
«Динамо»
- Чемпион Украины: 2008/09
- Обладатель Суперкубка Украины: 2009
- Серебряный призёр чемпионата Украины (2): 2009/10, 2010/11
- Финалист Кубка Украины: 2010/11

«Днепр»
- Финалист Лиги Европы УЕФА: 2014/15
- Серебряный призёр чемпионата Украины: 2013/14
- Бронзовый призёр чемпионата Украины (2): 2014/15, 2015/16

## Награды
- Награждён орденом «За заслуги» III степени (2020)[30]

## Общественная позиция

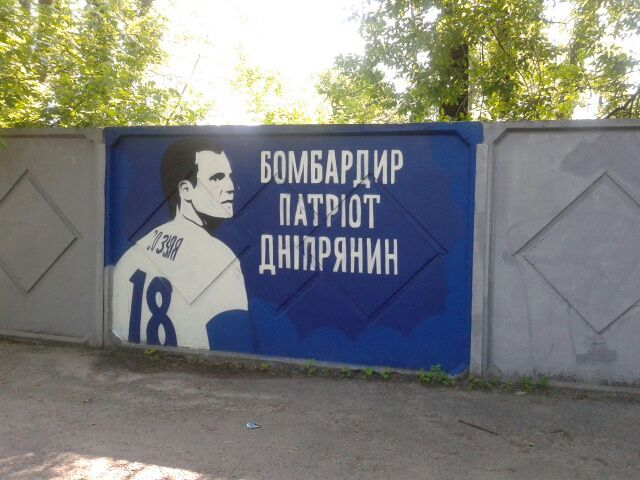
Граффити в честь Романа Зозули, недалеко от спортивно-тренировочной базы ФК «Днепр»

Во время паузы в спортивной карьере, вызванной тяжёлой травмой, Зозуля помогал украинской армии. В конце апреля 2015 года совместно с волонтёрами Днепропетровска основал благотворительный фонд «Народная армия».
В августе 2015 года награждён знаком отличия «За заслуги перед Вооружёнными Силами Украины».
11 декабря 2015 года выставил на аукцион свою медаль финалиста Лиги Европы, чтобы направить вырученные средства участникам Войны на востоке Украины.